# ساوت سالت لیک (یوتا)
ساوت سالت لیک (به انگلیسی: South Salt Lake) شهری در ایالت یوتا کشور ایالات متحده آمریکا است که جمعیت آن در سرشماری سال ۲۰۱۰ میلادی، ۲۳٬۶۱۷ نفر بوده‌است.